# Kim Black
Kimberly Black (New York, 30 aprile 1978) è un'ex nuotatrice statunitense.

## Carriera
Ha fatto parte, anche se solo in batteria, della staffetta 4x200m stile libero che ha vinto la medaglia d'oro alle Olimpiadi di Sydney 2000.

## Palmarès
- Giochi olimpici

Sydney 2000: oro nella 4x200m stile libero.